# Johannes Langer

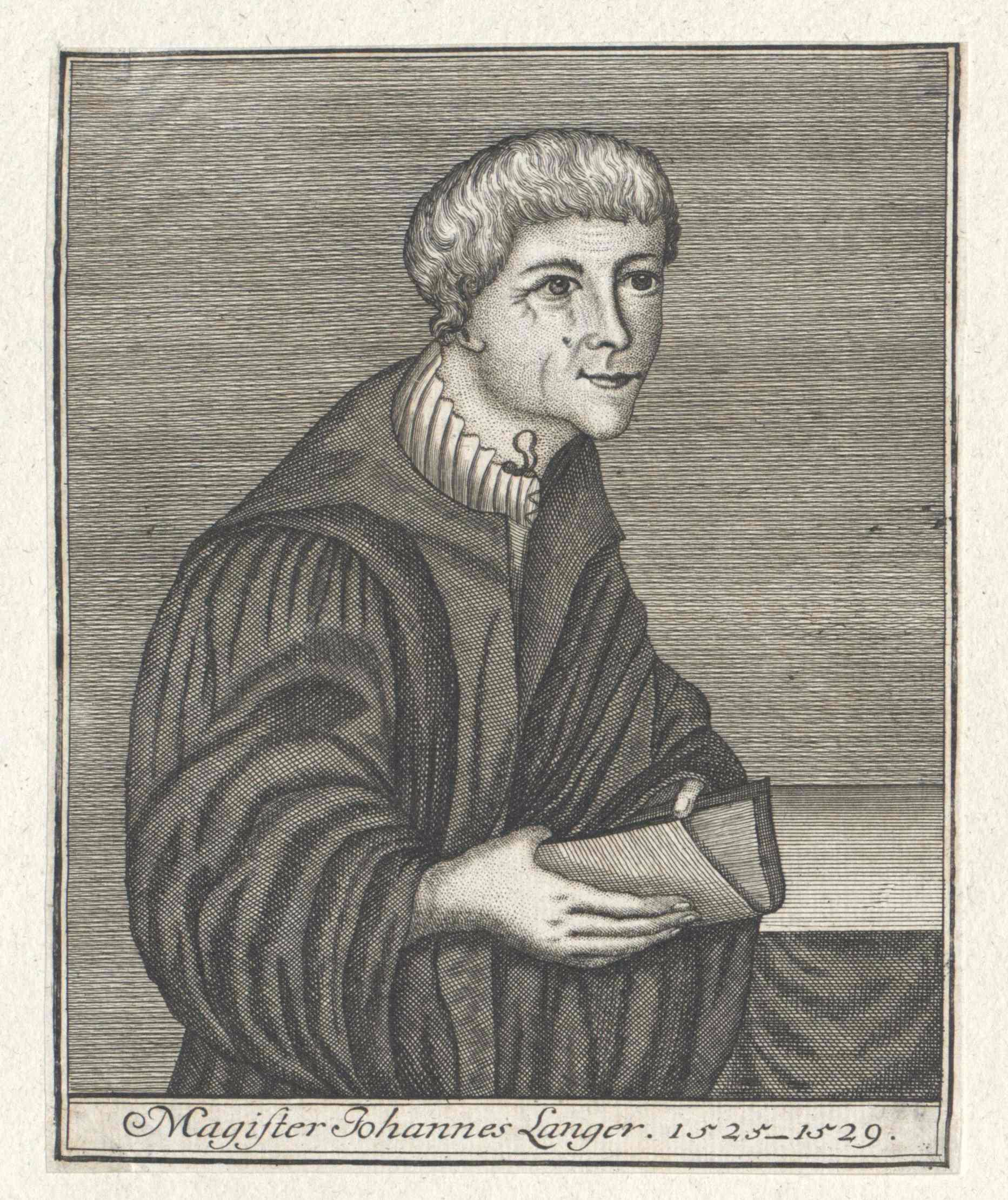
Johannes Langer

Johannes Langer (aus Bolkenhain; * um 1485/1486 in Bolkenhain, Herzogtum Schweidnitz; † 15. September 1548 in Coburg) war ein deutscher evangelischer Theologe und Reformator in Naumburg und Coburg.

## Leben und Wirken

### Kindheit und Jugend
Über Langers Geburtsdatum ist, obwohl die Bolkenhainer Schlossakten einigermaßen vollständig vorliegen, nichts Näheres bekannt. Jedoch lässt es sich auf die Jahre 1484/85 eingrenzen. In den Schlossakten taucht eine große Anzahl an Mitgliedern der Familie Langer auf, doch zu welchem Zweig der Familie er gehörte, lässt sich nur vermuten.
Die Sekundärliteratur nimmt an, dass der Reformator Naumburgs und Coburgs ein Neffe (zweiten Grades) eines Breslauer Altaristen ähnlichen Namens war, der ab dem Sommersemester 1464 an der Universität Krakau eingeschrieben war (und der in der Fachliteratur zur Unterscheidung als „der Ältere“ bezeichnet wird). Im Album der Universität findet sich der Eintrag: Johannes Anthony Langer de Bulkenhayn dioec. Wratislaviensis. Ebendieser Langer führte ein Wappen, das mit dem des Reformators Langer identisch sein soll.
Aus der Jugendzeit Langers ist nichts bekannt, vermutet wird aber, dass seine Eltern einigermaßen wohlhabend gewesen sind, weil sie ihm eine schulische Ausbildung ermöglichten, die es ihm gestattete, ab dem Wintersemester 1502 die Universität Leipzig zu besuchen. Dass er nicht unter der Obhut und mit der Unterstützung eines Ordens studierte, lässt sich aus der Matrikel der Universität Leipzig entnehmen.

### Universitätszeit in Leipzig
Die erste Erwähnung Langers findet sich in der Matrikel der Universität Leipzig, in die Langer zum Wintersemester 1502 unter der Rubrik De nacione Polonorum eingeschrieben wurde. Der Eintrag lautet: Iohannes Langer de Bolkenheyn totum VI. Unter der polnischen Nation wurde er als zweiter Eintrag geführt; daraus ist zu folgern, dass Langer sich sehr früh dem studentischen Eid unterzogen haben muss.
Am 14. Mai 1505 legte Langer das Bakkalaureat ab. Unter dem Vorsitz des Dekans prüften vier durch das Los bestimmte Magister, aus jeder Nation einer. Bei der bald darauf folgenden Determination war dann eine Quaestio zu erläutern, die der vom Bakkalaureanten gewählte Promotor ihm vorlegte. Das Thema von Langers Quaestio ist nicht überliefert.
Gegen Ende des Jahres 1509 befand sich Langer unter den angehenden Magistern. Die Prüfung fand nur einmal im Jahr statt, meist am Tage der unschuldigen Kinder, dem 28. Dezember. Der Vizekanzler führte den Vorsitz. Für den Erwerb des Magistergrades waren vier Gulden an Gebühren zu entrichten, nebst Geschenken und einem Festessen (Prandia Aristotelis), welches die neuernannten Magister gemeinsam ausrichteten.
Um sich dem hohen Fachstudium widmen zu können, musste ein Magister zuerst zwei Jahre lang die angehenden Magister in Collegia lectoria et examinatoria unterrichten. Der Liber facultatis gibt Auskunft, welche Veranstaltungen Langer abhielt und an welchen Examina er Anteil hatte.
Danach übernahm Langer verschiedene universitäre Aufgaben und machte sich um seine Universität verdient. Im Januar 1516 wurde in einer Urkunde bekanntgemacht, dass sich die Artistenfakultät durch Zahlung von 300 Gulden ihrer Schulden entledigt habe. Darin wird Langer als Dekan dieser Fakultät erwähnt. Die Leipziger Matrikel ist vollständig und nennt als 215. Rektor, seit Bestehen der Universität, Iohannes Langer von Bolkenhain. Langer empfing 1517 von Johann III. von Schönberg, Bischof zu Naumburg-Zeitz, die Diakonats- und schließlich die Presbyterweihe und Bischof Adolf zu Merseburg stellte ihm ein Zeugnis aus, das ihn berechtigte, alle kirchlichen Ämter zu übernehmen. Langer wurde am 20. Januar 1519 ad legendum sententias angenommen. Wie und ob er Petrus Lombardus kommentierte, ist nicht überliefert.

### Naumburger Zeit
Ab 1521 war Langer in Naumburg tätig. Er war zunächst Prediger am Domstift und wechselte dann nach St. Wenzel, wo er ab dem 10. Oktober 1525 offiziell und ausdrücklich als vom Rat der Stadt Naumburg berufener evangelischer Prediger tätig war.
Wegen des Bauernkrieges, der besonders auch in der Nähe Naumburgs wütete, ließ Bischof Philipp von der Pfalz am 6. Mai 1525 durch seinen Statthalter und seine Räte in Zeitz ein Schreiben ausgehen, worin er seine Besorgnis darüber äußerte, dass auch unter den „Naumburgischen Stiefts vnderthanen vnd vorwanthen, Sie sein geistlich ader Edel, Bu(e)rgere ader Bauersmann“ der Aufruhr schwelen könnte. „Derwegen begern anstadt vnnsers gnedigen hern von Freisingk vnd Naumburgk etc. Wier [sc. der Statthalter und die Räte von Zeitz] […], das vnns nimands vber solch vnser gleichmesig erpithen, beweldigen ader dringen, Sondern sich iren pflichten vnnd der Billigkeyt noch fridsam halten vnd erzeigen, das wir dann auch kegen Jdermann wie gehort vnnsers vermu(e)gens […] thuen wollen“. Schließlich schrieb der Bischof selbst an den Naumburger Rat, doch angesichts der „itzo schwebenden schweren lawfte vnd aufru(e)rigen entporungen, so sich an vil orthen vnnd in den fürstenthumben Deutzscher Nation, sonderlichen bei dem gemeinen Pauersmanne erheben […] fride vnd Einikeyt, Bruderliche libe, trew vnd gehorsam“ zu halten. Der Rat versprach daraufhin dem Bischof den Gehorsam und der Bischof antwortete darauf am 30. Juni 1525 mit einem Dankschreiben: „wir haben euer schreiben vnd vnderthenigs erpithen, euer getrawen pflichte vnd gehorsame vns in demselben angezeigt, inhalts horen lesen, vnd tragen des von Euch als vnsern getrawen bei denen wir vns aller trew vnd gute vorsehen, ein sonder gnediges vnd guts gefallen, Mit gnedigen erpithen solchs kegen euch mit allen gnaden zu bedencken vnd zuerkennen […] Cedula. Wir begeren auch gnediglich an Euch, das ir diesen vnsern brieff, noch vornehmunge desselben, von Stundt an vnd mit dem fu(e)rderlichsten (wie den andern) in vnser Stadt Naumburgk auf der Cantzell allenthalben in den Kirchen bei vorsamlunge des Volcks offentlichen aus Euerm selbst befhele vorlesen laset, domit sein das gemeine Volck auch innen werde vnd einer gantzen gemeyne zu vorsamlen nicht nott geschee“. Philipp ließ sich auch in der Folgezeit nicht in Naumburg sehen, so dass der Rat, satt der dauernden Vertröstungen, sich in dringenden Angelegenheiten an den sächsischen Kurfürsten wandte. Dass Langer großen Anteil an der Verhinderung eines blutigen Aufstands in Naumburg und dass er großes Ansehen in Rat und Bevölkerung genoss, darauf weist ein weiterer Brief des Rates an den Bischof hin, der vom 24. November 1525 datiert: „[…] und haben gottlob einen solchen Prediger uberkommen, welcher vor, in und nach just vergangener unchristlicher Empörung gemeine Stadt […] vor Ufruhr und Unfriede […] hat verhüten und […] erretten helfen, also, dass er von dem ganzen Volke ganz willig und tröstlich gehört würdet“.
Im Jahre 1527 kam es zu Streitigkeiten zwischen dem Bischof und dem Naumburger Rat, da mittlerweile Änderungen an der Gottesdienst- bzw. Messordnung vorgenommen worden waren. Der Bischof bemängelte, dass man die Messe deutsch singen ließ. Diese Kirchenordnung ist zugänglich und es sind mehr Korrekturen provokanter Art erkennbar, als Langer in seiner eigenen Flugschrift zugibt. Die Änderungen berühren zwar ausschließlich den Sonn- und Feiertagsgottesdienst, auch hatte der Priester kein deutsches Wort zu singen, doch der Gemeindegesang war deutsch gehalten. So sang man das Credo nach Wittenberger Weise und die Epiklese als Bitte um den Glauben als Lutherlied: Nun bitten wir den Heiligen Geist. Im Mittelpunkt des Gottesdienstes stand die deutsche Predigt mit deutsch gelesenem Predigttext. Das Vaterunser wurde deutsch und nach reformatorischem Brauch, mit „lieblicher vndt Christlicher auslegung vnd vorclarung desselbigen“ gebetet. Die provokanteste Spitze war der Wegfall des Opfercharakters des Abendmahls. Dadurch, dass anstelle des Offertoriums Luthers Psalmenumdichtung Aus tiefer Not schrei ich zu dir gesungen wurde, entfiel die katholische Eucharistietheologie. Trotz ihrer Ähnlichkeit mit der lateinischen Messe wurde sie für den Bischof untragbar. Der damit entbrannte Streit zwischen dem Bischof und dem Stadtrat Naumburgs führte zur Entlassung Langers. Die Sekundärliteratur weiß um eine Einmischung Kaiser Karls V. in Form eines Ediktes, doch dieses Edikt, wenn es tatsächlich eines gab, scheint verloren.
In der Folgezeit erhielt Langer eine Berufung nach St. Joachimsthal, die der Stadtrat aber abzuwenden wusste.
Im sich nun immer mehr zuspitzenden Streit verwandte sich der Stadtrat wiederholt für Langer, jedoch „hat aber der Bischof stracks dabei verharrt, daß dieser Prediger abgeschafft würde und er wollte dem Rat einen anderen zuschicken, der das Wort Gottes auch klar und lauter predigen sollte […]. Als solches der Prediger M. Johann Lange[r] erfahren, hat er in dem Gebeiße und Gezänke nicht länger bleiben wollen, sondern seinen Abschied gefordert […] und ist davon nach Koburg gegangen. […] Deswegen der Rat solches dem Kurf. zu Sachsen untertänigst zu erkennen gegeben und Ihrer Kurf. Gnaden Bedenken erbeten. Es wartet also der Rat vom Bischof eines anderen Predigers“. Der Rat fragte sehr oft wegen eines Nachfolgers Langers beim Bischof nach, diese Stelle blieb aber mindestens drei Jahre vakant.

### Coburger Zeit
Langer verließ Naumburg, doch er wandte sich nicht gleich nach Coburg, sondern hielt sich zuerst in Wittenberg auf, wo er auch seine Flugschrift drucken ließ. Dort muss er engen Kontakt mit Martin Luther und besonders mit Philipp Melanchthon gehabt haben. In dieser Zeit war auch der Rat der Stadt Bautzen an den Diensten Langers interessiert. Im Herbst des Jahres 1529 teilte Langer dem Rat jedoch mit, dass er das Predigeramt nicht annehmen könne. Als Gründe gab er eine Abmachung mit dem Naumburger Rat sowie die folgende Berufung und Annahme der Stelle in Coburg an.
In Coburg wirkte seit 1518 Langers Kommilitone aus Leipziger Zeit, Balthasar Düring/Thüring, aus Königsberg in Franken. Er hatte sich dort erfolgreich für die Reformation eingesetzt und verteidigte Luthers Lehre später gegen die Zwinglis. Aus diesem Grund hielt er Kontakt mit den Wittenberger Reformatoren, wie seine erhaltenen Briefe veranschaulichen. Der erste Coburger Reformator muss offensichtlich im Zeitraum von Ende August bis Anfang Oktober gestorben sein, der letzte Brief Melanchthons an Düring ist am 29. August 1529 datiert. Melanchthon kann also zu diesem Zeitpunkt noch nichts über Dürings Ableben gewusst haben. Aus dem Anschreiben Luthers vom 29. Oktober 1529 an Kurfürst Johann den Beständigen, in dem er Langer für die Nachfolge Dürings empfiehlt, geht eindeutig hervor, dass in Wittenberg der Tod Dürings vor dem 29. Oktober bekannt war: „Es ist hie Er Johann La(n)ger von Wolkenhai(n), zu Naumburg prediger gewest, daselbst von durch den Bisschoff veriagt, Welchen wir allhie versucht vnd erkand, als der tuchtig sein sollt, gen koburg an stat Er Baltzars Du(e)ring seliger etc. zu bestellen. Wo das nu au(e)ch E. k. f. g. gefellig, mugen sie ge(n)anten Er Johann mit schrifften gen koburg weisen vnd fertigen, daselbst das ampt, wie er sich erboten, anzunemen“.
Kurfürst Johann antwortete noch am darauffolgenden Tag aus Torgau: „Wir haben Eur Schreiben […] vernommen; und dieweil derselbig Er Johann Langer Eur Anzeig nach von Euch vorsucht, Ihr ihne auch zum Teil erkannt, also daß er Eurs Achtens an den Ort und zu demselbigen Ambt wohl tuglich sein, er auch dasselbig auf Eur Unterhandlung anzunehmen bewilligt haben soll, so ist unser Begehr, Ihr wollet denselben Prediger furderlich anher gegen Torgau schicken, wollen wir ihne alsdann furder mit Schriften der Präsentation und gnädiger Furderung gegen Coburg weisen und zu solchem Predigerambt alldoselbst anzunehmen vorschaffen lassen“. Am 2. November war Langer in Torgau und erhielt das versprochene Präsentationsschreiben durch Melanchthon ausgestellt, aus dem hervorgeht, dass Melanchthon von den Qualitäten Langers überzeugt war. Dieser Brief Melanchthons ist an den Pfarrer Johannes Fesel in Coburg gerichtet.
Die Überzeugung, die Melanchthon Langer entgegenbrachte, lässt sich auch aus der folgenden Korrespondenz mit Fesel entnehmen. Schon zu Weihnachten desselben Jahres wunderte er sich darüber, so lange nichts von dem nach Coburg gesandten Langer aus Naumburg gehört zu haben, und auch später erkundigte sich Melanchthon beiläufig nach Langers Befinden. Wie aus den Briefwechseln zu entnehmen ist, standen für Langer auch andere Stellen offen, falls die Coburger Stellung ihm nicht genehm gewesen wäre.
Langer sollte mehr Bezüge erhalten als sein Vorgänger Düring, denn er übernahm nicht nur dessen Predigtamt, sondern auch die Gemeindeleitung und den Seelsorgedienst in der Stadt und der Veste Coburg.
Langer war bereits zu Beginn seiner Coburger Zeit verheiratet. Aus den zeitlichen Umständen ist zu schließen, dass er nach seiner Entlassung in Naumburg und vor seinem Dienstantritt in Coburg, wohl in Wittenberg, geheiratet haben muss. Überliefert ist, dass Langer bei seinem Tod Frau und Kinder zurückgelassen hat. Von drei Söhnen weiß man, weitere Kinder Langers werden in den Quellen nicht erwähnt.
Langers Bedeutung für die gesamte Reformationsgeschichte entwickelte sich während des Aufenthaltes Luthers auf der Veste Coburg anlässlich des Augsburger Reichstages 1530. In den Sommermonaten 1529, während Langers Aufenthalt in Wittenberg, entwarf Luther die Schwabacher Artikel. Es ist wahrscheinlich, dass Langer diese Artikel gekannt hatte, unter Umständen sogar ein Mitverfasser war, denn Luther gab zu: „War ists, das ich solche artickel hab stellen helffen (denn sie sind nicht von mir allein gestellet)“. Dies lässt annehmen, dass Langer eine Abschrift davon besaß. Jedenfalls erschienen im Mai 1530 in Coburg die Schwabacher Artikel bei dem Drucker Hans Bern unter dem Titel Die bekentnus Martini Luthers auff den jezigen angestelten Reichstag zu Augspurgk eynzulegen, In siebentzehen Artickel verfasset. Im XXX. Jar. Dieser Druck war nicht von Luther autorisiert und stimmt auch nicht ganz mit Luthers überlieferten Handschriften überein. Luther war durch diese Vorabveröffentlichung und der Reaktionen darauf genötigt, eine Gegenschrift zu verfassen, in der er die alleinige Verfasserschaft der Schwabacher Artikel ablehnte. Diese Schrift Luthers erschien unter dem Titel Auff das schreien etlicher Papisten, vber die siebentzehen Artickel. Antwort Martini Luthers. Wittemberg. Im M. D. XXX. Jar.
Nach einem Brief Melanchthons an Langer scheint es im fränkischen Raum eine kleinere Visitation gegeben zu haben, der 1535/36 die zweite große Visitation folgte, zu deren Kommission unter anderen auch Langer gehörte. Die kirchlichen Zustände seit der ersten Visitation 1528, an der noch Düring teilgenommen hatte, scheinen nun erheblich verbessert gewesen zu sein.
Ab 1536 gibt es kaum noch Quellenmaterial. Erhalten ist nur ein Brief Luthers an Langer über Streitigkeiten wegen sittlicher Verfehlungen in Coburg. Erst 1542 ist wieder Nennenswertes über Johannes Langer in den Quellen vermerkt. Eine Urkunde des Coburger Staatsarchivs belegt, dass Langer in das erste neu eingerichtete Konsistorium zur Entscheidung strittiger Ehesachen berufen worden war. 1545 fand die dritte allgemeine Visitation in Franken statt. Wieder war Langer beteiligt.

### Johannes Langers letzte Jahre
Am 17. Oktober 1547 schrieb Melanchthon, offensichtlich auf die Anfrage Langers, ob er einen seiner Söhne, wohl den ältesten, nach Wittenberg zum Studium schicken sollte, einen letzten erhaltenen Brief an ihn in ausgesucht freundlichen Worten und begrüßte dessen Ersuchen.
Dass Langer an einem Steinleiden, wohl Nierensteinen, erkrankt war, kann aus einer Diagnose des fürstlichen Leibarztes Melchior Keypisch vom 18. August 1548 entnommen werden. Kurz nach dieser Diagnose, am 15. September 1548, brach Langer während oder nach einer Abendpredigt, offensichtlich noch in der Kirche, zusammen und starb noch an demselben Abend.

## Erhaltene Werke
- Ein Brief, datiert vom 30. Oktober 1544, an „Wolff von Sternberg in Calngerg“.
- Ein Sammelband von zehn Predigten über die Vorrede, die sieben Bitten und den Beschluss des Herrengebetes, sowie einer Predigt über das Thema „Gebet“ und einer abschließenden, kurzen Auslegung des „Vater Unser“. Das letzte erhaltene Exemplar befindet sich in der Universitätsbibliothek Jena.
- Eine Flugschrift aus dem Jahr 1529, an die Stadt Naumburg und deren Stadtrat gerichtet. Volltext der Flugschrift (ohne Marginalien), Digitalisat; auch in Hans-Joachim Köhler u. a. (Hrsg.): Flugschriften des frühen 16. Jahrhunderts. Microfiche Serie, Zug 1978–1987, Fiche 248/Nr. 687.
- Zwei Schriftstücke Langers aus dem Oktober und November 1529, in welchen er dem Rat der Stadt Bautzen mitteilt, dass er die angebotene Predigerstelle nicht annimmt. Die Archivalien befinden sich im Urkundenbestand des Archivverbunds Stadtarchiv/Staatsfilialarchiv Bautzen. Digitalisat